# Социал-демократическая партия (Приднестровье)
Социал-Демократическая Партия Приднестровья — социал-демократическая партия в Приднестровье.
Была сформирована 25 января 2007 года Александром Радченко, бывшим членом Приднестровского Верховного Совета. В отличие от других политических партий в Приднестровье, она поддерживает условное объединение с Молдовой с высокой степенью автономии для Приднестровья. После 2009 года партия потеряла свое влияние и исчезла. По состоянию на 2013 год, она не функционирует, не имеет офисов, персонала или членства, хотя никто официально не заявил о роспуске.